# Daniel Feuling
Daniel Feuling OSB (* 25. August 1882 in Lobenfeld als Martin Feuling; † 17. November 1947 in Tuttlingen) war ein deutscher Benediktiner und katholischer Religionsphilosoph.
Daniel Feuling trat 1902 in das Noviziat der Erzabtei Beuron ein und wurde am 22. September 1908 in Beuron zum Priester geweiht. Er war von 1924 bis 1933 Lektor und Professor für Fundamentaltheologie und christliche Philosophie in Salzburg, danach in Beuron. Er zählt zu den Pionieren der Newman-Rezeption in Deutschland. 1915 verfasste er einen Beitrag über John Henry Newman für die Historisch-politischen Blätter. Während seiner Salzburger Lehrtätigkeit brachte er mit dem Jesuiten Erich Przywara und dem Husserl-Schüler Dietrich von Hildebrand eine deutsche Gesamtausgabe von Newmans Werken auf den Weg, die er, Erich Przywara sowie Paul Simon herausgaben. Damit setzte Feuling eine Anregung in die Tat um, die ihm Max Scheler 1916 in Beuron unterbreitet hatte. 1925 suchte Przywara für die Newman Gesamtausgabe einen Übersetzer der Briefe und Tagebücher; von Hildebrand empfahl ihm Husserls ehemalige Assistentin Edith Stein. 1928 erschien ihre Übersetzung. Feulings scharfsinnige Kritik der nationalsozialistischen Ideologie im Hochland gilt heute noch als lesenswert. Einige Briefe von Daniel Feuling an Reinhold Schneider wurden 2019 von der Badischen Landesbibliothek digitalisiert.

## Veröffentlichungen (Auswahl)
- Alfred Holder 1840-1916. Karlsruhe 1916.
- Hauptfragen der Metaphysik. Einführung in das philosophische Leben. Salzburg 1936.
- Katholische Glaubenslehre. Einführung in das theologische Leben für weitere Kreise. Salzburg 1937.
- Das Leben der Seele. Einführung in psychologische Schau. Salzburg 1940, 2. Aufl. 1948.